# Gia
Gia je televizní film z roku 1998 o životě americké supermodelky italského původu Gii Marie Carangiové (Angelina Jolie a Mila Kunis). Režíroval jej Michael Cristofer, který je rovněž spoluautorem scénáře. Na scénáři s ním spolupracoval Jay McInerney.

## Děj
Gia Marie Carangi je rodačka z Philadelphie, která se přestěhuje do New Yorku, aby se stala modelkou. Rychle si získá pozornost vlivné agentky Wilhelminy Cooperové. Je krásná a je ochotná pózovat nahá, aby se rychle dostala do popředí modelingového byznysu. Její dlouhodobá osamělost ovšem způsobí, že začne experimentovat s drogami jako je kokain. Vášnivě se zamiluje do Lindy, asistentky fotografa, ale Linda se obává, jak by lesbický vztah přijalo jejich okolí, a tak jej raději ukončí. Gia se marně pokouší usmířit s Lindou, s pomocí své matky Kathleen Carangi jde nakonec na odvykací kúru. Po velkém úsilí se jí nakonec podaří přestat brát drogy, ale po nějaké době se u ní projeví choroba HIV, důsledek toho, že užívala heroin nitrožilně a nakazila se z infikované jehly. Gia umírá na komplikace způsobené AIDS v roce 1986 ve věku 26 let.

## Obsazení
| Angelina Jolie     | Gia Marie Carangi        |
| Elizabeth Mitchell | Linda                    |
| Eric Michael Cole  | T.J.                     |
| Kylie Travis       | Stephanie                |
| Louis Giambalvo    | Joseph Carangi           |
| John Considine     | Bruce Cooper             |
| Scott Cohen        | Mike Mansfield           |
| Edmund Genest      | Francesco                |
| Mercedes Ruehl     | Kathleen Carangi         |
| Faye Dunawayová    | Wilhelmina Cooper        |
| Mila Kunis         | mladší Gia Marie Carangi |

## Ocenění
Zlatý glóbus
- Angelina Jolie - nejlepší ženský herecký výkon (minisérie či TV film)
- Faye Dunawayová - nejlepší ženský herecký výkon ve vedlejší roli (minisérie či TV film)

Cena Emmy
- Eric A. Sears - nejlepší střih (minisérie či TV film)